# Carpazi Occidentali
I Carpazi Occidentali costituiscono la parte occidentale della catena montuosa dei Carpazi ed una provincia nella suddivisione della catena montuosa.
I Carpazi Occidentali sono a loro volta suddivisi in Carpazi Occidentali Esterni e in Carpazi Occidentali Interni.
Il confine geologico tra Carpazi Occidentali e Orientali è approssimativamente lungo la linea (da sud a nord) che passa per le città di: Michalovce - Bardejov - Nowy Sącz - Tarnów.

## Definizioni geografiche
I Carpazi Occidentali sono delimitati nel loro perimetro da varie depressioni. Nel nord-est e nel nord sono separati dal Massiccio Boemo dalla Terra Bassa precarpatica e dalla Terra Alta della Piccola Polonia; ad ovest la Porta Morava conduce ai Sudeti. Nel sud-ovest e nel sud-est la catena montuosa decresce fino alla Pianura Pannonica, la quale è un limite significativo tra le Alpi, le Alpi Dinariche e la massa principale dei Carpazi Orientali.
Il limite tra i Carpazi Occidentali e le Alpi Orientali sono la Conca di Vienna e le colline di Hainburgo dei Piccoli Carpazi nella Porta Devín, un cluse del Danubio.

## Massicci

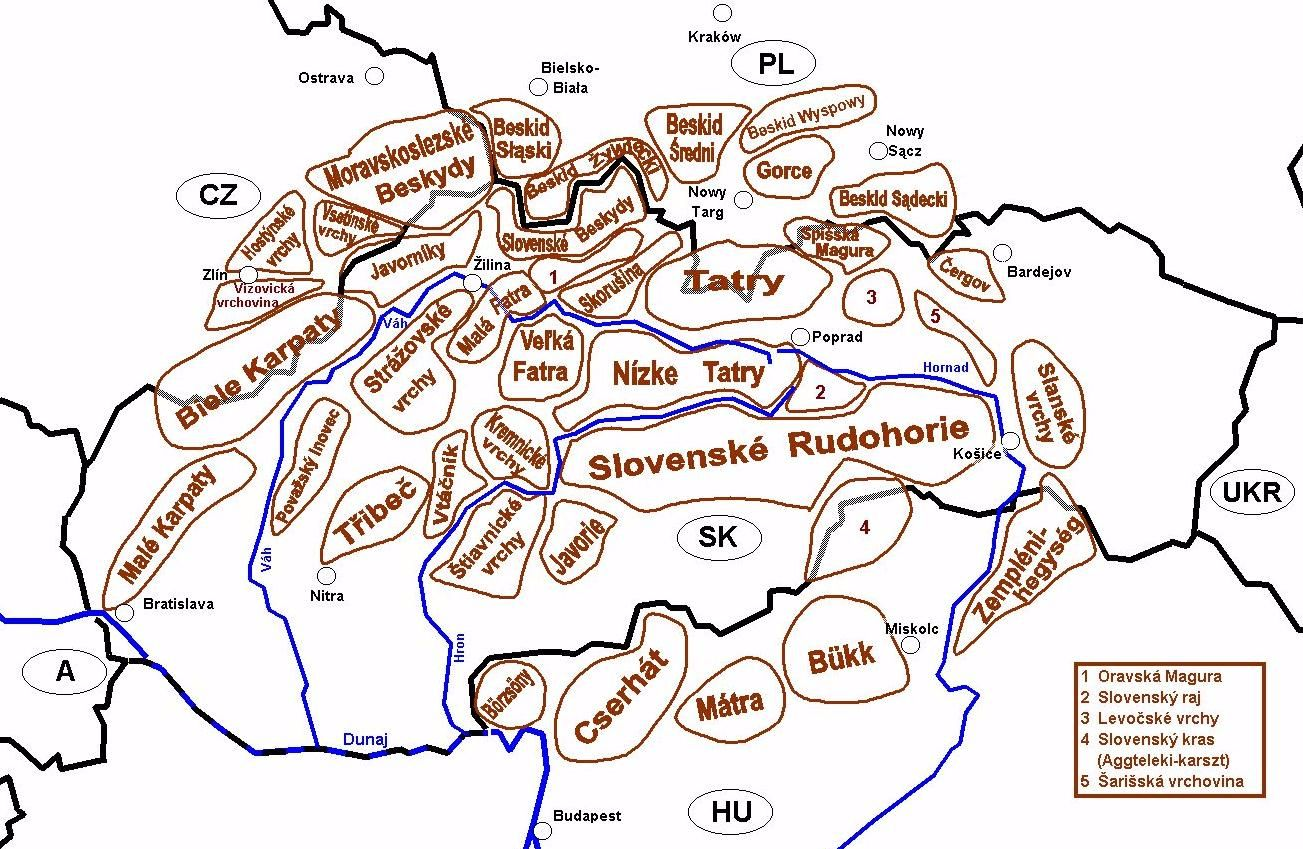
Collocazione dei principali massicci dei Carpazi Occidentali.

I massicci principali che si trovano nei Carpazi Occidentali sono:
- Carpazi Occidentali Esterni
  - Beschidi
  - Carpazi Bianchi
  - Javorníky
- Carpazi Occidentali Interni
  - Grande Fatra
  - Monti di Kremnica
  - Monti di Štiavnica
  - Monti Tatra
  - Monti Vepor
  - Piccoli Carpazi
  - Rilievi precarpatici settentrionali